# 小行星1531
小行星1531（1531 Hartmut）是一颗围绕太阳公转的小行星。1938年9月17日，阿爾弗雷德·博爾曼在海德堡发现了此天体。
該小行星以發現者的孫子哈特穆特·內克爾（Hartmut Neckel）命名。
这颗小行星的绝对星等为142.4773152047793等。